# Tribu de Keszi
La tribu de Keszi (hongrois : Keszi törzs) est une des sept tribus magyares confédérées, à l’origine de l’Honfoglalás et de l’édification de l’État hongrois. Selon la Gesta Hungarorum, Töhötöm, l'un des Sept chefs magyars, était chef de la tribu des Keszi.

## Le nom de la tribu

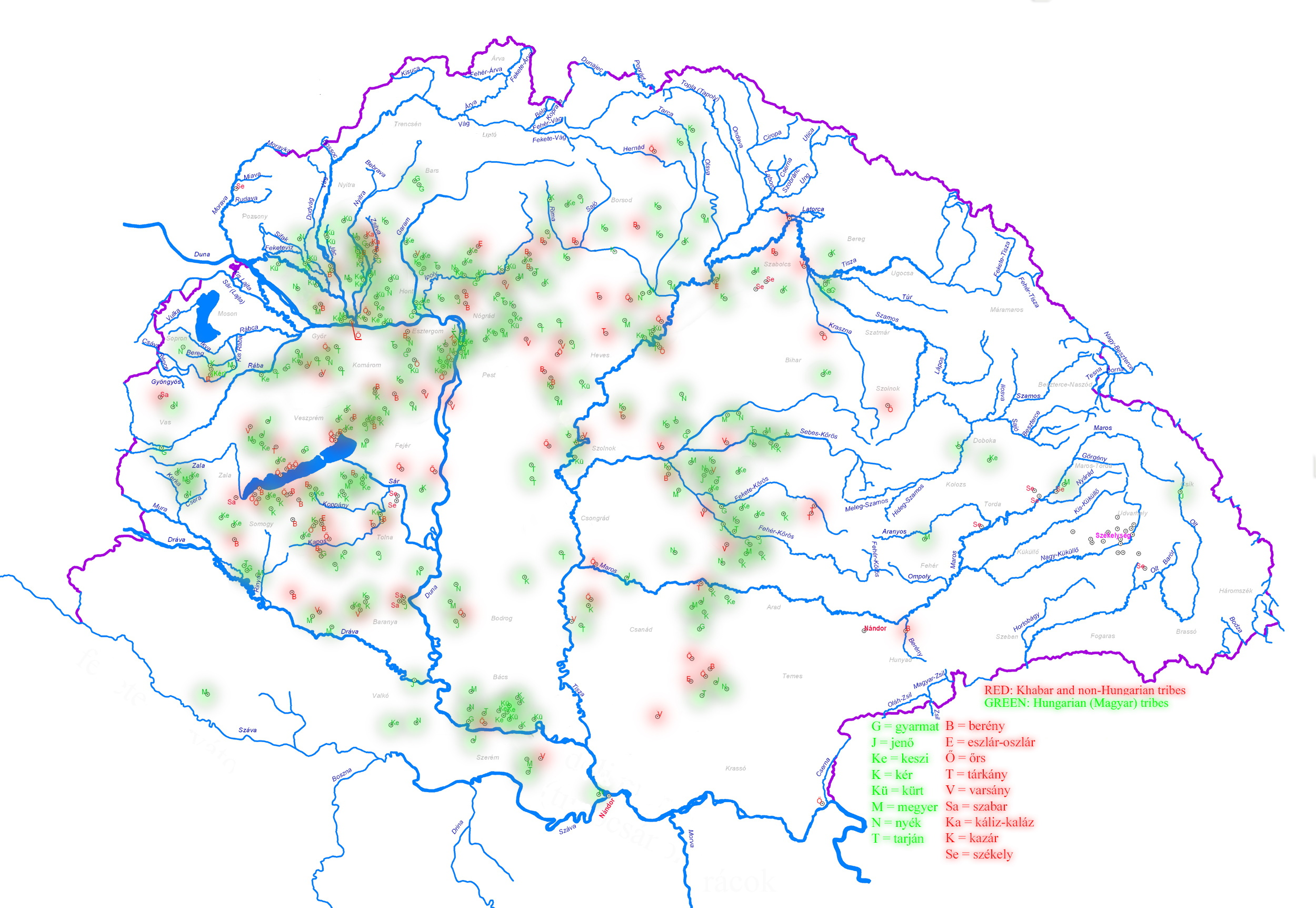
La trace des tribus magyares dans la toponymie locale du bassin des Carpates.

Le nom de cette tribu, comme celui des autres tribus magyares, nous a été transmis par un ouvrage de l'empereur Constantin VII Porphyrogénète. Ces noms de tribus, d'origine finno-ougrienne ou turque, ont donné de nombreux toponymes du bassin des Carpates.